# Fernando Henrique da Conceição
Fernando Henrique da Conceição, noto come Fernandinho  o in cinese come Fei Nanduo (Limeira, 16 marzo 1993), è un calciatore brasiliano naturalizzato cinese, attaccante svincolato della nazionale cinese.

## Carriera
Muove i primi passi calcistici nell'Atlético Sorocaba. Nel 2012 passa al Flamengo, dove colleziona soltanto 5 presenze e 0 reti.
Visto le poche presenze nel Flamengo nel 2014 decide di trasferirsi al Madureira squadra di Rio de Janeiro. In tutto nel Campionato Carioca gioca 6 partite e segna un solo gol.
Dopo aver militato solo in Brasile decide di trasferirsi in Portogallo all'Estoril Praia. Qui a fine anno in tutto colleziona 22 presenze ed un gol.
Il 26 giugno 2015 viene mandato in prestito nella Chinese Super League al Chongqing Lifan fino alla fine dell'anno collezionando 14 presenze e 3 goal.
Tornato inizialmente in Portogallo, l'8 gennaio 2016 si trasferisce, questa volta a titolo definitivo, al Chongqing Lifan, rimanendoci per 3 anni e mezzo, collezionando 84 presenze e 22 goal.
Il 16 luglio 2019 si trasferisce al Guangzhou Evergrande e viene girato subito in prestito all'Hebei China Fortune, in quanto non tesserabile a causa dei posti riservati agli stranieri già occupati.
Sempre nello stesso anno ottiene la cittadinanza cinese, diventando convocabile per la nazionale di calcio a partire da luglio 2020, al compimento dei 5 anni di residenza in Cina.

## Palmarès

### Club

#### Competizioni nazionali
- Coppa del Brasile: 1

Flamengo: 2013